# San Pedro de Suma
San Pedro de Suma ist eine Ortschaft und eine Parroquia rural („ländliches Kirchspiel“) im Kanton El Carmen der ecuadorianischen Provinz Manabí. Die Parroquia besitzt eine Fläche von 189,61 km². Die Einwohnerzahl lag im Jahr 2010 bei 6692. Die Parroquia wurde am 12. November 1999 gegründet. Neben dem gleichnamigen Hauptort und Verwaltungssitz (cabecera parroquial) gibt es 41 Recintos in dem Verwaltungsgebiet.

## Lage
Der 206 m hoch gelegene Hauptort San Pedro de Suma befindet sich 10,5 km nordwestlich des Kantonshauptortes El Carmen. Der Río Quinindé fließt entlang der westlichen Verwaltungsgrenze nach Norden. Dessen rechte Nebenflüsse Río Suma, Río Chila und Río Guabal entwässern das Areal nach Westen und Nordwesten. Die Fernstraße E382 (El Carmen–Pedernales) durchquert den Norden der Parroquia.
Die Parroquia San Pedro de Suma grenzt im Nordosten an die Provinz Santo Domingo de los Tsáchilas mit den Parroquias Monterrey (Kanton La Concordia) und San Jacinto del Búa (Kanton Santo Domingo), im Südosten an El Carmen, im Süden an die Parroquia Wilfrido Loor Moreira sowie im Westen an die Parroquias Flavio Alfaro und San Francisco de Novillo (beide im Kanton Flavio Alfaro).